# Radio (JY의 노래)
Radio는 강지영의 디지털 싱글이다.
영국의 프로듀서 MNEK와 함께 작업했으며, 한국, 일본뿐 아니라 미국, 아시아등 47개국에 동시 발매했다.
뮤직비디오는 미국 LA의 스튜디오에서 리한나, 케샤, 샤키라 등의 뮤직비디오 감독 Darren Craig가 이끄는 크리에이티브 팀이 제작했다.

## 개요
- 본인이 출연한 NTV 드라마 《히간바나~경시청 수사7과〜》의 오프닝곡이다.[2]
- 3월 17일 'RADIO'가 일본 아이튠즈 Pop Top Song 차트 1위를 차지했다.[3]

## 수록곡
1. Radio
작사・작곡：Uzoechi Emenike[4]/Ina Wroldsen
2. I'm Just Not into You
작사・작곡：Benjamin Berry/Antia Blay/Uzoechi Emenike/Camille Purcell
3. Up in the Air
작사・작곡：Howie Hersh/Nataliya Phillips/Larry Blouin/her0ism-ever.y